# Fand Mons
Fand Mons é uma montanha em Vênus, localizada em 7°,0 N-158°,0 L. O nome, que homenageia Fand, a deusa celta da cura e do prazer, foi concedido pelo Working Group for Planetary System Nomenclature (WGPSN) da União Astronômica Internacional (IAU) em 2001.